# 2005 w grach komputerowych
| Skróty platform | Skróty platform                                  |
| --------------- | ------------------------------------------------ |
| DC              | Dreamcast                                        |
| Droid           | Android                                          |
| DS              | Nintendo DS                                      |
| GB              | Game Boy                                         |
| GBA             | Game Boy Advance                                 |
| GBC             | Game Boy Color                                   |
| GCN             | GameCube                                         |
| iOS             | iOS                                              |
| Lin             | komputer osobisty z systemem operacyjnym Linux   |
| Mac             | komputer osobisty Mac                            |
| N64             | Nintendo 64                                      |
| NS              | Nintendo Switch                                  |
| PC              | komputer osobisty                                |
| PS1             | PlayStation                                      |
| PS2             | PlayStation 2                                    |
| PS3             | PlayStation 3                                    |
| PS4             | PlayStation 4                                    |
| PS5             | PlayStation 5                                    |
| PSP             | PlayStation Portable                             |
| PSVita          | PlayStation Vita                                 |
| Wii             | Wii                                              |
| WiiU            | Wii U                                            |
| Win             | komputer osobisty z systemem operacyjnym Windows |
| X360            | Xbox 360                                         |
| XONE            | Xbox One                                         |
| Xbox            | Xbox                                             |
| XSX             | Xbox Series                                      |

Artykuł opisuje ważne wydarzenia w 2005 roku w branży gier komputerowych. Zobacz też: historia gier komputerowych.

## Wydarzenia
- 7–11 marca – Game Developers Conference;
  - Prezentacja Nintendo: „The Heart of the Gamer” Satoru Iwaty, dyrektora Nintendo.
  - Prezentacja Microsoft: „The Future of Games: Unlocking the Opportunity” J Allarda, głównego architekta XNA.
- 12 maja – Xbox 360 został oficjalnie zaprezentowany w telewizji MTV w specjalnym programie prowadzonym przez Elijaha Wooda.
- 16 maja – PlayStation 3 zostaje oficjalnie ujawnione przez Sony podczas konferencji prasowej przed E3.
- 17–20 maja – Odbywają się targi Electronic Entertainment Expo (E3) w Los Angeles w Kalifornii. Pojawiło się około 400 różnych firm i 70 000 osób z 79 krajów. Zostały pokazane konsole siódmej generacji od firm Nintendo, Sony i Microsoft.
- 1 czerwca – IBM prowadzi pierwszą wideokonferencję na temat gier komputerowych, w której głos mogą zabrać producenci gier i wydawcy. Tematem dyskusji były głównie gry sieciowe i ich promocja.
- 16–18 września – Tokyo Game Show ma miejsce w Makuhari Messe. 130 firm pokazuje się na 1429 stoiskach.
  - Prezentacja Nintendo: głos zabiera Satoru Iwata.
    - Podczas mowy Iwaty kontroler Wii zostaje ujawniony.

  - Prezentacja Microsoftu: głos zabiera Robert J. Bach, wicedyrektor oddziału Home and Entertainment Division firmy Microsoft
- 16 grudnia – Senatorowie Hillary Clinton, Joe Lieberman i Evan Bayh prezentują akt Family Entertainment Protection Act (FEPA). Proponowana ustawa miała wymusić stosowanie oceniania Entertainment Software Rating Board (ESRB) we wszystkich grach w celu ochrony dzieci od nieodpowiednich treści.

### Biznes
- 6 stycznia – Francuski wydawca Titus Interactive, właściciel Interplay Entertainment, ogłasza bankructwo.
- 12 stycznia – Firmy z przemysłu gier i sami gracze z całego świata wpłacają pieniądze na fundusz UNICEF-u dla potrzebujących po zniszczeniach huraganu Katrina. Electronic Arts deklaruje wpłatę 250 000 dolarów.
- 17 stycznia – Electronic Arts i ESPN ogłaszają powstanie 15-letniego porozumienia, które da EA dostęp do materiałów ESPN.
- 20 stycznia – Activision ogłosiło zakup Vicarious Visions, znanego jako producenta gier na konsole Game Boy oraz z programu middleware, Alchemy.
- 24 stycznia – Major League Baseball i Take-Two Interactive podpisują siedmioletnią umowę, dzięki której Take Two zyskuje wyłączne prawo do tworzenia gier na licencji MLB.
- 25 stycznia – Take-Two Interactive oświadcza, że zakupiło Visual Concepts i ich oddział Kush Games od Segi za cenę 24 milionów dolarów. Dodatkowo Take Two mówi o stworzeniu nowego wydawcy, nazwanego 2K Games.
- Luty – Troika Games ogłasza upadłość.
- 2 marca – Entertainment Software Rating Board dodaje ocenę „E10+” do swojego systemu oceniania. E10+ zostało stworzona w celu oddzielenia oceny E dla młodszych i starszych dzieci.
- 7 marca – Sammy Studios usamodzielnia się od Sammy i zmienia nazwę na High Moon Studios.
- 9 marca – Sega wykupuje Creative Assembly.
- 23 marca – Vivendi Universal Games kupuje Radical Entertainment. Radical jest znany ze stworzenia gry The Simpsons Hit & Run.
- Maj – Buena Vista Games ogłasza, ze nabyło prawa do serii gier Turok i ma zamiar wydać nowe gry z tym tytułem. Prawa do tej marki miała do tej pory upadła firma Acclaim Entertainment.
- 20 lipca – Entertainment Software Rating Board zmienia oznaczenie gry Grand Theft Auto: San Andreas z Mature (17+) na Adults Only (18+) z powodu odnalezienia w niej mini-gry uruchamianej za pomocą moda „Hot Coffee”. Rockstar Games zatrzymało produkcję gry i ogłosi plany wydania nowej wersji gry, w której nie można uruchomić powodującej zamieszanie mini-gry.
- 27 lipca – Sony Computer Entertainment wydaje pierwszą główną aktualizację firmware do swojej przenośnej konsoli PlayStation Portable. Wersja 2.00 zawiera przeglądarkę internetową, tryb powtarzania A-B, przesyłanie obrazków przez Wi-Fi i wiele innych.
- 8 sierpnia – Abandon Mobile ogłasza swoje powstanie ze spółki pomiędzy Abandon Entertainment, Inc. i GF Capital Management and Advisors, LLC.
- 22 sierpnia – Square Enix kupuje Taito Corporation.
- Listopad – Pandemic Studios i BioWare tworzą w porozumieniu BioWare/Pandemic Studios.
- 3 listopada – Take-Two Interactive kupuje Firaxis Games.
- 30 listopada – Sony Computer Entertainment oświadcza, że PlayStation 2 pobija rekord najszybciej sprzedanych 100 milionów sztuk jednej konsoli, bijąc poprzedniego właściciela rekordu, konsolę PlayStation, o trzy lata i dziewięć miesięcy.
- 12 grudnia – Working Designs zostaje zamknięte.

### Wydane gry
- 11 stycznia – Resident Evil 4 (GameCube)
- 11 stycznia – Mercenaries: Playground of Destruction (PS2, Xbox)
- 25 stycznia – Oddworld: Stranger's Wrath (Xbox)
- 8 lutego – Star Wars: Knights of the Old Republic II – The Sith Lords (PC)
- 8 lutego – Sonic Heroes (PC) (PL)
- 14 lutego – WarioWare: Touched! (DS)
- 22 lutego – Gran Turismo 4 (PS2)
- 24 lutego – Tekken 5 (PS2)
- 1 marca – Devil May Cry 3: Dante’s Awakening (PS2)
- 21 marca – TimeSplitters: Future Perfect (PS2, Xbox, GameCube)
- 22 marca – God of War (PS2)
- 22 marca – Lumines (PlayStation Portable)
- 22 marca – The Matrix Online (PC)
- 22 marca – Metal Gear Acid (PlayStation Portable)
- 29 marca – Dynasty Warriors 5 (PS2)
- 31 marca – Tom Clancy’s Splinter Cell: Chaos Theory (GameCube, PS2, Xbox, PC)
- 4 kwietnia – Doom 3: Resurrection of Evil (PC)
- 5 kwietnia – LEGO Star Wars (GameCube, GBA, PC, PS2, Xbox)
- 5 kwietnia – Deadhunt
- 12 kwietnia – Jade Empire (Xbox)
- 19 kwietnia – Psychonauts (Xbox)
- 26 kwietnia – Psychonauts (PC)
- 23 maja – WarioWare: Twisted! (GBA)
- 23 maja – Fire Emblem: The Sacred Stones (GBA)
- 7 czerwca – Medal of Honor: European Assault (PS2, Xbox, GameCube)
- 13 czerwca – Kirby: Canvas Curse (DS)
- 21 czerwca – Battlefield 2 (PC)
- 21 czerwca – Psychonauts (PS2)
- 21 czerwca – Destroy All Humans (PS2, Xbox)
- 27 czerwca – Meteos (DS)
- 8 sierpnia – Madden NFL 06 (PS2, DS, GameCube)
- 16 sierpnia – Dungeon Siege II (PC)
- 16 sierpnia – EyeToy: Play 2 (PS2)
- 17 sierpnia – Madden NFL 06 (PC)
- 22 sierpnia – Nintendogs (DS)
- 22 sierpnia – Advance Wars: Dual Strike (DS)
- 23 sierpnia – Incredible Hulk: Ultimate Destruction (PS2, GameCube, Xbox)
- Wrzesień – Warhammer 40,000: Dawn of War – Winter Assault
- 13 września – Dynasty Warriors 5 (Xbox)
- 13 września – EverQuest II: Desert Of Flames (PC)
- 20 września – Ninja Gaiden Black (Xbox)
- 30 września – Ed, Edd i Eddy: The Mis-Edventures (PS2, PC)
- 7 października – Black & White 2 (PC)
- 17 października – F.E.A.R. (PC)
- 18 października – Quake 4 (PC, Xbox 360)
- 18 października – Age of Empires III (PC)
- 18 października – Shadow of the Colossus (PS2)
- 19 października – Fire Emblem: Path of Radiance (GameCube)
- 25 października – Battlefield 2: Modern Combat (PS2, Xbox)
- 25 października – Call of Duty 2  (PC)
- 25 października – Civilization IV (PC)
- 25 października – Grand Theft Auto: Liberty City Stories (PSP)
- 25 października – Resident Evil 4 (PS2)
- 25 października – Soulcalibur III (PS2)
- 1 listopada – Call of Duty 2: Big Red One (GC, PS2, Xbox)
- 1 listopada – Star Wars: Battlefront II (PS2, Xbox, PC)
- 7 listopada – Kameo: Elements of Power (Xbox 360)
- 14 listopada – Mario Kart DS (Nintendo DS)
- 14 listopada – Shadow the Hedgehog (PS2, Xbox, Nintendo GameCube)
- 15 listopada – Sonic Rush (Nintendo DS)
- 15 listopada – Call of Duty 2 (Xbox 360)
- 15 listopada – WWE SmackDown! vs. RAW 2006 (PS2)
- 16 listopada – Need for Speed: Most Wanted (PS2, Xbox, Xbox 360, Nintendo GameCube, PC, PSP, Nintendo DS, GBA)
- 17 listopada – Perfect Dark Zero (Xbox 360)
- 18 listopada – Quake 4 (Xbox 360)
- 21 listopada – Battlefield 2: Special Forces (PC)
- 22 listopada – Dragon Quest VIII (PS2)
- 5 grudnia – Animal Crossing: Wild World (Nintendo DS)
- 12 grudnia – Final Fantasy IV (GBA)
- dokładna data wydania nieznana – Daemonica
- grudzień – Tekken 5: Dark Resurrection (ARC)
- 5 grudnia – Tokobot

## Trendy
W 2005 całkowita wartość sprzedanych akcesoriów, sprzętu i oprogramowania związanego z grami komputerowymi w Stanach Zjednoczonych wyniosła 10,5 miliarda dolarów (w porównaniu do 9,9 miliarda z 2004) tym samym bijąc rekord z 2002 wynoszący 10,3 miliardy dolarów.
Wzrost jest głównie spowodowany rozwojem sektora gier na konsole przenośne, który równoważył zastój w sektorze gier konsolowych. Opóźnienia, brak sprzętu i oczekiwanie na konsole nowej generacji są podawane jako główne przyczyny zmniejszenia sprzedaży gier i sprzętu konsolowego. Sprzedaż gier konsolowych i sprzętu spadła, odpowiednio, o 12% i 3%.
Wartość rynku gier na konsole przenośne wzrosła do 1,4 miliarda dolarów. Wzrost sprzedaży przenośnego sprzętu do gier o 96% (w stosunku do roku 2004) prawdopodobnie odbył się dzięki wydaniu konsoli Nintendo DS i Sony PSP. Mimo że wydanie Nintendo DS i Sony PSP pomogło we wzroście wartości rynku, konsola Game Boy Advance nadal utrzymuje 62% udział w liczbie sprzedanych sztuk konsoli i 52% udział w sprzedaży oprogramowania na przenośne konsole.
Rynek gier komputerowych kontynuuje trend spadkowy zaliczając w tym roku 14% spadek. Wartość tego sektora spadła z 1,1 miliarda dolarów w 2004 do 953 milionów. Mimo że liczba sprzedanych egzemplarzy gier komputerowych spadła, NPD twierdzi, że liczba grających na komputerze rośnie m.in. dzięki stronom internetowym i subskrypcji z gier MMO.

### Konsole gier wideo
Dominującymi konsolami w 2005 były:
- Microsoft Xbox
- Nintendo GameCube
- Sony PlayStation 2

Producenci konsoli zaprezentowali następczynie swoich konsoli: Microsoft zaprezentował Xbox 360, Sony PlayStation 3, a Nintendo Wii. Informacje o konsolach pojawiały się głównie na krótko przed lub podczas E3. W 2005 jednak tylko Xbox 360 został wydany. Premiera odbyła się 22 listopada w Ameryce Północnej, 2 grudnia w Europie i 10 grudnia w Japonii.

### Przenośne konsole
dominującymi przenośnymi konsolami w 2005 były:
- Game Boy Advance SP
- Nintendo DS
- Sony PlayStation Portable

Następna edycja konsoli Game Boy, Game Boy Micro, została wydana jesienią 2005.

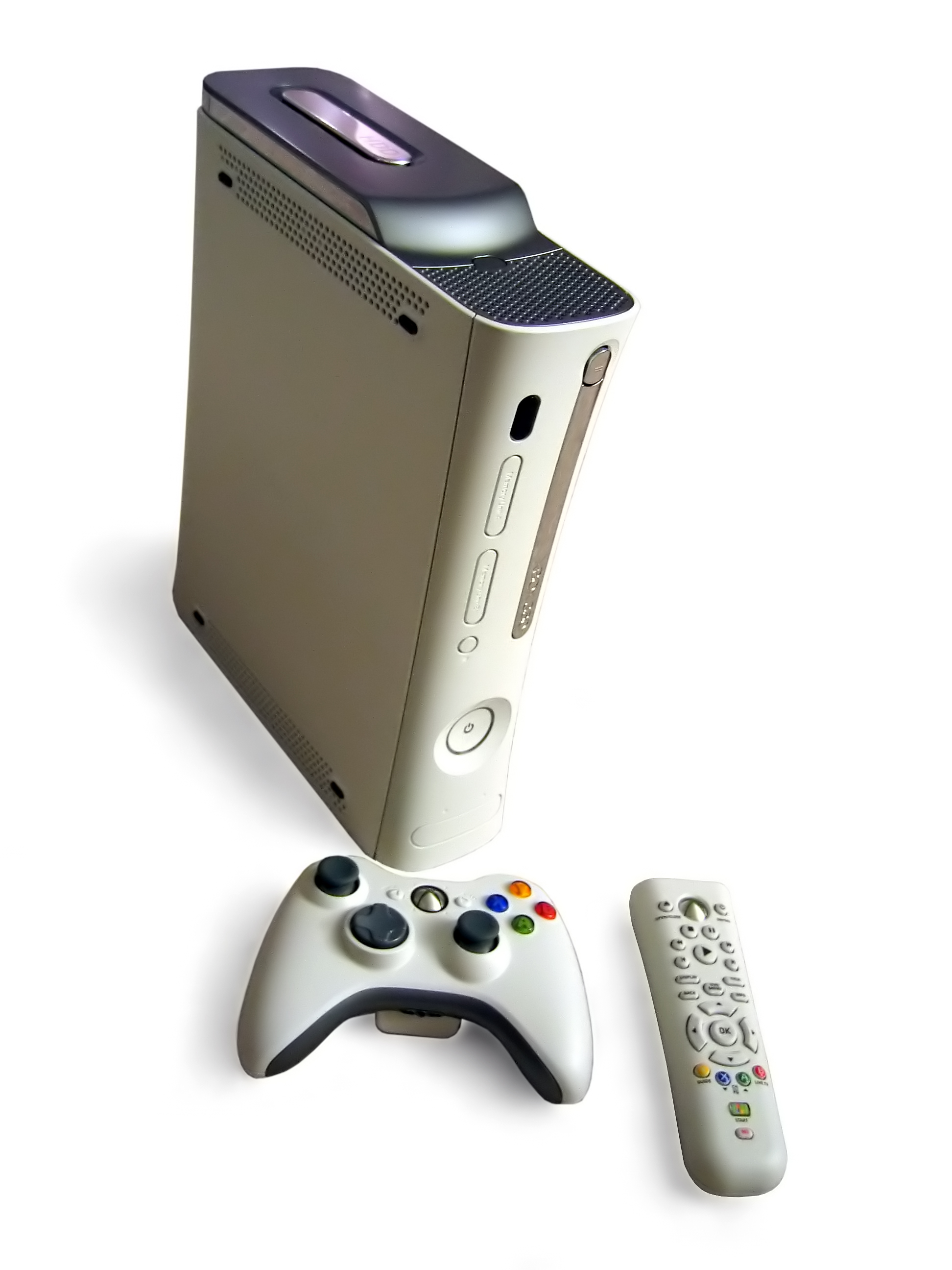
Xbox 360
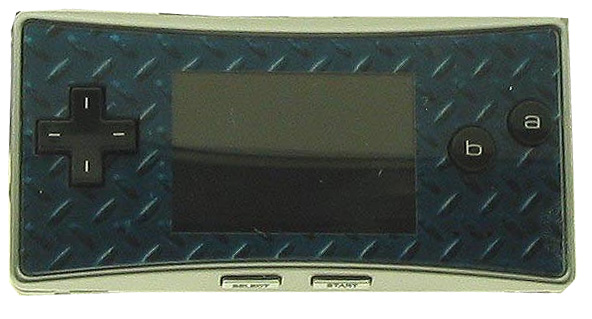
The Game Boy Micro

### Sprzedaż gier wideo
| Ranking | Tytuł                                      | Platforma | Wydawca                     |
| ------- | ------------------------------------------ | --------- | --------------------------- |
| 1       | Madden NFL 06                              | PS2       | Electronic Arts             |
| 2       | Pokémon Emerald                            | GBA       | Nintendo                    |
| 3       | Gran Turismo 4                             | PS2       | Sony Computer Entertainment |
| 4       | Madden NFL 06                              | Xbox      | Electronic Arts             |
| 5       | NCAA Football 06                           | PS2       | Electronic Arts             |
| 6       | Star Wars: Battlefront II                  | PS2       | LucasArts                   |
| 7       | MVP Baseball 2005                          | PS2       | Electronic Arts             |
| 8       | Star Wars Episode III: Revenge of the Sith | PS2       | LucasArts                   |
| 9       | NBA Live 06                                | PS2       | Electronic Arts             |
| 10      | LEGO Star Wars                             | PS2       | Eidos Interactive           |

### Sprzedaż gier komputerowych
| Ranking | Tytuł                   | Wydawca                |
| ------- | ----------------------- | ---------------------- |
| 1       | World of Warcraft       | Blizzard Entertainment |
| 2       | The Sims 2: Na studiach | Electronic Arts        |
| 3       | The Sims 2              | Electronic Arts        |
| 4       | Guild Wars              | NCsoft                 |
| 5       | RollerCoaster Tycoon 3  | Atari                  |
| 6       | Battlefield 2           | Electronic Arts        |
| 7       | The Sims 2: Nocne życie | Electronic Arts        |
| 8       | Age of Empires III      | Microsoft              |
| 9       | The Sims Deluxe         | Electronic Arts        |
| 10      | Call of Duty 2          | Activision             |